# Got to Be There
Got to Be There – pierwszy solowy album Michaela Jacksona. Ukazał się 24 stycznia 1972. Zremasterowaną wersje albumu można znaleźć na Hello World: The Motown Solo Collection.

## Utwory
| 1.  | "Ain’t No Sunshine" (Withers)                               | 4:09  |
|     |                                                             |       |
| 2.  | "I Wanna Be Where You Are" (Ware/Ross)                      | 3:00  |
|     |                                                             |       |
| 3.  | "Girl Don’t Take Your Love From Me" (Hutch)                 | 3:46  |
|     |                                                             |       |
| 4.  | "In Our Small Way" (Yerdi/Yarian)                           | 3:34  |
|     |                                                             |       |
| 5.  | "Got to Be There" (Willensky)                               | 3:23  |
|     |                                                             |       |
| 6.  | "Rockin’ Robin" (Thomas)                                    | 2:30  |
|     |                                                             |       |
| 7.  | "Wings of My Love" (Corporation)                            | 3:32  |
|     |                                                             |       |
| 8.  | "Maria (You Were the Only One)" (Brown/Glover/Gordy/Story)  | 3:41  |
|     |                                                             |       |
| 9.  | "Love Is Here and Now You’re Gone" (Holland-Dozier-Holland) | 2:51  |
|     |                                                             |       |
| 10. | "You’ve Got a Friend" (Carole King)                         | 4:45  |
|     |                                                             |       |
|     |                                                             | 35:11 |
|     |                                                             |       |